# Ipotesi del tempo fantasma
L'ipotesi del tempo fantasma è una teoria del complotto di carattere pseudo-storico avanzata dal revisionista tedesco Heribert Illig. L'autore ipotizza che il sistema di datazione Anno Domini sia stato falsificato con l'aggiunta di un periodo di "tempo fantasma" nell'Alto Medioevo, esattamente dal 614 al 911. Secondo questa teoria, gli eventi accaduti in Europa e nelle regioni limitrofe in realtà sono accaduti in un altro lasso temporale oppure non sono affatto accaduti.

## Esposizione dell'ipotesi
L'ipotesi suggerisce una cospirazione messa in atto, di concerto, dall'Imperatore del Sacro Romano Impero Ottone III, da Papa Silvestro II, e, forse, dall'Imperatore bizantino Costantino VII, al fine di costruire un artificioso sistema di datazione (Anno Domini) con cui potessero trovarsi a cavallo dell'anno 1000. Per fare ciò, avrebbero riscritto la storia aggiungendo interi secoli e inventando di sana pianta la figura di Carlo Magno.
Illig sostiene che questo scopo sia stato raggiunto mediante l'alterazione, la scorretta rappresentazione, e la produzione di documenti ma anche di prove fisiche.

### Argomenti proposti da Illig
Illig fondava la sua ipotesi sulle seguenti argomentazioni:
- la scarsità di prove archeologiche databili in modo affidabile tra il 614 e il 911, l'inadeguatezza dei metodi radiometrici e dendrocronologici applicati a questo periodo, l'eccessivo affidamento alle fonti scritte di epoca medioevale;
- la presenza dell'architettura romanica nell'Europa occidentale del decimo secolo, che suggerirebbe una durata dell'età romana diversa da quanto convenzionalmente si crede;
- la relazione tra il calendario giuliano, il calendario gregoriano e il corrispettivo anno tropico. Il primo, stabilito da Giulio Cesare, è noto per aver introdotto una discrepanza rispetto all'anno tropico di circa un giorno per ognuno dei secoli in cui è rimasto in vigore. Alla data di introduzione del calendario gregoriano, nel 1582, Illig calcola una discrepanza di tredici giorni mentre gli astronomi al servizio del papa ne avevano conteggiato solamente dieci (si passò da giovedì 4 ottobre 1582 a venerdì 15 ottobre 1582). Per Illig questa è una prova che tre secoli antecedenti il sedicesimo non sarebbero mai esistiti.

## Argomenti contro l'ipotesi
- Osservazioni archeoastronomiche, quali l'eclisse solare e l'avvistamento della cometa di Halley durante la dinastia Tang, avvenuto nell'837, sono coerenti con l'astronomia moderna, senza alcun "tempo fantasma".[6][7]
- I resti archeologici e i metodi di datazione stessi di cui parla Illig hanno smentito la sua ipotesi piuttosto che avvalorarla.[8]
- Il calendario gregoriano non è mai stato proposto per riportare indietro il calendario al 45 a.C. (data dell'istituzione del calendario giuliano) ma solo al 325, data del concilio di Nicea, nel quale sono state stabilite le principali festività cristiane. I tre secoli mancanti nel calcolo di Illig corrisponderebbero quindi alla differenza tra queste due date.[9]
- Se Carlo Magno e la dinastia dei Carolingi fossero frutto di pura invenzione, dovrebbero esserlo anche la storia delle regioni europee limitrofe, e dell'impero bizantino. Il "periodo fantasma" conterrebbe anche la vita del profeta Maometto, l'espansione islamica e la conquista araba della Spagna visigota. Se poi l'ipotesi fosse vera, dovrebbe essere frutto di invenzione, o di datazione artificiosa, anche la storia della Cina durante la dinastia Tang (618-907), ma, data la vastità, spaziale e temporale, di questa operazione, l'ipotesi di una falsificazione su così larga scala risulta poco plausibile.[7][10]

### Dibattito
- Heribert Illig, Enthält das frühe Mittelalter erfundene Zeit? [e successiva discussione], in Ethik und Sozialwissenschaften, vol. 8, 1997,  pp. 481-520.
- Rudolf Schieffer, Ein Mittelalter ohne Karl den Großen, oder: Die Antworten sind jetzt einfach, in Geschichte in Wissenschaft und Unterricht, vol. 48, 1997,  pp. 611-617.
- Stephan Matthiesen, Wurde das Mittelalter erfunden? Kommentar zu Heribert Illig, in Skeptiker, n. 2, 2002.

### Opere di Illig
- Egon Friedell und Immanuel Velikovsky. Vom Weltbild zweier Außenseiter, Basel 1985.
- Die veraltete Vorzeit, Eichborn, 1988
- con Gunnar Heinsohn: Wann lebten die Pharaonen?, Mantis, 1990, rivisto nel 2003. ISBN 3-928852-26-4.
- Karl der Fiktive, genannt Karl der Große, 1992.
- Hat Karl der Große je gelebt? Bauten, Funde und Schriften im Widerstreit, 1994.
- Hat Karl der Große je gelebt?, Mantis, 1996.
- Das erfundene Mittelalter. Die größte Zeitfälschung der Geschichte, Econ, 1996, ISBN 3-430-14953-3. Edizione rivista, 1998.
- Das Friedell-Lesebuch, C.H. Beck, 1998. ISBN 3-406-32415-0.
- con Franz Löhner, Der Bau der Cheopspyramide, Mantis, 1998. ISBN 3-928852-17-5.
- Wer hat an der Uhr gedreht?, Ullstein, 2003  [2000], ISBN 3-548-36476-4.
- con Gerhard Anwander, Bayern in der Phantomzeit. Archäologie widerlegt Urkunden des frühen Mittelalters, Mantis, 2002. ISBN 3-928852-21-3.